# Grigol Vasjadze
Grigol Vasjadze (georgiska: გრიგოლ ვაშაძე), född 19 juli 1958, är en georgisk politiker, diplomat och mellan år 2008 och 2012 medlem av den georgiska regeringen i egenskap av Georgiens utrikesminister. Han avgick den 25 oktober 2012 till följd av ENR:s förlust i parlamentsvalet i oktober 2012.

## Karriär
Vasjadze föddes i den georgiska huvudstaden Tbilisi. Han examinerade från Moskvas statliga universitet för internationella relationer 1981 och arbetade vid Sovjets utrikesministerium samtidigt som han utbildade sig i Internationell rätt vid den sovjetiska diplomatiska akademien. Han arbetade vid departementet för internationella organisationer och departementet Cosmos och kärnvapen vid det sovjetiska utrikesministeriet.
Från 1990 till 2008 var Vasjadze engagerad i privat verksamhet och levde mestadels i Moskva och New York, men han återvände till Georgien år 2005. I februari 2008 utsågs han till biträdande utrikesminister åt Davit Bakradze i Georgien, som han efterträdde som minister i april 2008. Han fortsatte att arbeta som biträdande utrikesminister tills han i december 2008 utsågs till utrikesminister då han efterträdde Ekaterine Tqesjelasjvili. Han avsattes den 25 oktober 2012 efter att ENR förlorat parlamentsvalet och efterträddes av Maia Pandzjikidze.

## Privatliv
Vasjadze har, sedan 1988, varit gift med den georgiska prima ballerinan och balettdansösen Nino Ananiasjvili, som han tillsammans med har två barn. Utöver sitt modersmål georgiska talar Vasjadze även ryska, engelska, portugisiska, spanska, italienska och franska.

### Medborgarskap
Vasjadze hade tidigare både georgiskt och ryskt medborgarskap. I en intervju med den ryska tidningen Kommersant i december 2008 meddelade Vasjadze att han inte kommer att avsäga sig sitt ryska medborgarskap. Detta ledde till att oppositionen gick ut och öppet kritiserade den nytillsatta utrikesministern. Semjon Bagdasarov, representant i den ryska statsduman, föreslog att beröva Vasjadze sitt ryska medborgarskap på grund av att han är "antirysk", något som duman snabbt avfärdade som illegalt. Efter incidenten valde Vasjadze att avsäga sig sitt ryska medborgarskap.